# 아이언 메이든
아이언 메이든(Iron Maiden)은 1975년 베이시스트이자 작곡가인 스티브 해리스에 의해 결성된 영국의 헤비 메탈 밴드이다. 이 밴드의 음반은 17장의 스튜디오 음반, 13장의 라이브 음반, 4장의 EP, 7장의 컴필레이션 음반 등 40장이상의 음반이 있다.

## 소개
하드록과 완전히 구분되는 헤비메탈 음악이라고 할 때 주다스 프리스트와 함께 브리티시 헤비메탈의 두 기둥인 아이언 메이든은 영국 동부 Leyton에서 1975년 베이시스트이자 주 작곡자 Steve Harris에 의해 결성되었다. 밴드의 정규앨범은 2021년까지 발매된 것이 17장이나 라이브 앨범과 컴필레이션 앨범, EP까지 합치면 무려 41장이다. (라이브 13장, EP 4장, 컴필 7장) 소위 NWOBHM(New Wave of Brithsh Heavy Metal) 사조를 이끈 선구자로서 1980년대 초기 성공을 일궈냈다. 몇번의 멤버변화를 겪어가며, 밴드는 미국과 영국에서 플래티넘과 골드 앨범을 냈다. 바로 1982년작 The Number of the Beast, 1983년작 Piece of Mind, 1984년작 Powerslave, 1985년작 라이브 앨범 Live After Death, 1986년작 Somewhere in Time, 그리고 1988년작 Seventh Son of a Seventh Son 등이다. 사실 이들이 골드도 못한 앨범은 1995년작 The X Factor와 Virtual XI밖에 없다.
창립멤버는 아니지만 밴드의 상징이라고 할 수 있는 보컬리스트 브루스 디킨슨과 기타리스트 Adrian Smith가 1999년 밴드를 떠나고 나서 어려움을 겪었으나 2000년작 Brave New World 로 이들이 다시 복귀하면서 이들의 전성기는 다시 시작된다. 2010년에 나온 가장 최근작 The Final Frontier는 28개국에서 앨범판매순위 1위에 오르면서 크게 호평받았다.
전 세계에서 가장 성공한 헤비메탈 밴드중 하나로서 Iron Maiden은 라디오나 TV 등 미디어의 지원을 거의 받지 않고도 무려 8천5백만장의 앨범을 팔아치웠다. 밴드는 2002년 국제적인 공로에 대해 Ivor Novello 어워드, 2011년 El Dorado로 2011년 그래미 베스트 메탈 퍼포먼스 어워드를 수상하는 등 여러 상을 수상했다. 2013년 10월부로 밴드는 2천여회의 라이브 무대에 서는 기록을 세웠다. 지난 40년간 밴드의 마스코트 Eddie는 그들의 모든 앨범과 싱글커버는 물론이고 라이브 무대에도 등장했다.

## 역사
1975년 Steve Harris가 밴드 결성당시 몇번의 오디션을 거쳐 보컬리스트 Paul Di'Anno, 기타리스트 Dave Murray와 Dennis Stratton, 드러머 Clive Burr가 밴드에 들어왔다. 1980년 셀프 타이틀 데뷔 앨범을 발표했는데, 앨범을 내자마자 바로 이들은 NWOBHM 사조를 이끄는 밴드중 하나로 팬들에게 깊이 각인된다.
기타리스트 Adrian Smith가 Stratton 후임으로 들어오고 두 번째 정규앨범 Killers가 1981년 발표된다. 그해 하반기에 보컬리스트 Bruce Dickinson가 또다른 NWOBHM 밴드 Samson에서 아이언 메이든으로 이적했다. Paul Di'Anno가 밴드에서 해고된 것은 코카인과 지나친 음주의 문제가 있었기 때문으로 알려져있다.
안그래도 성공가도에 있던 아이언 메이든은 1982년 헤비메탈 역사에 길이남을 명작 The Number of the Beast를 발표했다. 이 앨범은 영국 차트에 처음으로 1위에 오르고 미국 RIA의 집계로도 플래티넘을 획득했다. 드러머 Nicko McBrain이 Clive Burr의 후임으로 들어오고, 1983년4집 앨범 Piece of Mind가 발표된다. 진정한 헤비메탈의 위업이라고 할만한 1984년작 Powerslave가 발표된다. Iron Maiden은 그들의 사운드 영역을 기타에서 신디사이저로 넓힌 앨범인 Somewhere in Time을 1986년 발표했다. 그들의 다음작 Seventh Son of a Seventh Son은 1988년 발표되었는데 컨셉앨범으로 영국차트 1위에 올랐다.
밴드의 라인업은 이 상태로 지속되다가 1990년 Adrian Smith가 No Prayer for the Dying의 프리 프로덕션 작업 중에 밴드를 떠난다. 그 후임으로 Janick Gers가 들어왔다. 1992년에는 또다른 영국 차트 넘버원 앨범인 Fear of the Dark가 발표된다. 다음해 오랜시간 밴드와 함께한 Dickinson이 밴드를 떠나고 Blaze Bayley가 후임으로 들어와 1995년작 The X Factor를 발표했다만 김빠진 앨범이라는 혹평을 받으며 밴드 커리어에 하향선을 그리기 시작했다. 1998년 Virtual XI는 전작보다도 더 혹평을 받은 앨범으로 결국 Bayley는 밴드를 떠나게 된다.
Dickinson과 Smith는 1999년 밴드로 복귀해서 새 앨범 Brave New World를 2000년에 발표하면서 밴드는 다시 상승세를 타기 시작했다. 2003년 발표된 Dance of Death는 영광의 시기로의 복귀라는 평가를 받으며 성공적인 앨범이 된다. 2006년에는 좀더 정교하고 서사적인 느낌의 앨범 A Matter of Life and Death가 발표되고 이전 두장의 앨범과 함께 골드 레코드를 기록했다. 2010년작 The Final Frontier는 여러 평론가로부터 호평을 받으며 28개국에서 1위에 오르는 기염을 토했다. 2015년작 The Book of Souls는 처음으로 영국차트에서 지난번에 이어 연속 1위를 달성했고 24개국에서 1위를 달성했다. 보컬인 브루스 디킨슨이 2015년에 설암을 선고받았으나 완치되었다. 그리고 2018년부터 Legacy of the Beast를 진행했으며 2020년 코로나 바이러스 사태로 인해 당해 년도 투어가 취소되었다. 2021년 17번째 음반 Senjutsu를 선보였으며 Rock in Rio 2022 공연을 포함한 2022년의 legacy of the beast 투어를 성공리에 끝마쳤다. 2023년도부터 유럽지역을 시작으로 6집 Somewhere in Time과 17집 Senjutsu를 기반으로 하는 Future Past 투어를 진행중이다. 2023년의 투어는 총 36개중 30개의 공연이 매진되는 등 성공리에 끝마쳤다.  2024년부터 동일한 투어로 아시아지역과 북미지역을 순회공연할 예정이다.

## 구성원

### 현재 멤버

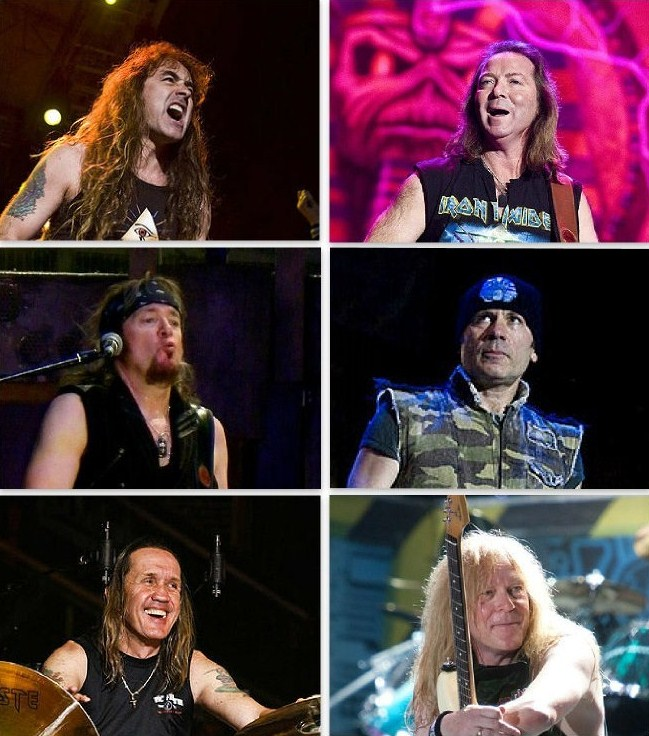

- 브루스 디킨슨(Bruce Dickinson) - 보컬
- 데이브 머레이(Dave Murray) - 기타
- 아드리안 스미스(Adrian Smith) - 기타
- 야닉 거스(Janick Gers) - 기타
- 스티브 해리스(Steve Harris) - 베이스
- 니코 맥브레인(Nicko McBrain) - 드럼

### 전 멤버
- Clive Burr - 드럼
- Blaze Bayley - 보컬
- Dennis Stratton - 기타
- Paul Di'Anno - 보컬

## 음반 목록

### 스튜디오 음반
- The Number of the Beast (1982년)
- Piece of Mind (1983년)
- Powerslave (1984년)
- Somewhere in Time (1986년)
- Seventh Son of a Seventh Son (1988년)
- No Prayer for the Dying (1990년)
- Fear of the Dark (1992년)
- The X Factor (1995년)
- Virtual XI (1998년)
- Brave New World (2000년)
- Dance of Death (2003년)
- A Matter of Life and Death (2006년)
- The Final Frontier (2010년)
- The Book of Souls (2015년)
- Senjutsu (2021년)

### 라이브 음반
- Live After Death (1985년)
- A Real Live One (1993년)
- A Real Dead One (1993년)
- Live at Donington (1993년)
- Maiden England (1994년)
- A Real Live Dead One (1998년)
- Rock In Rio (2002년)
- BBC Archives (2002년)
- Beast Over Hammersmith (2002년)
- Death on the Road (2005년)
- Iron Maiden: Flight 666 (2009년)
- En Vivo! (2012년)
- Maiden England '88 (2013년)
- The Book of Souls: Live Chapter (2017년)
- Nights of the Dead, Legacy of the Beast: Live in Mexico City (2020년)

### 컴필레이션 앨범
1996 - Best Of The Beast
1999 - Ed Hunter
2002 - Best of the 'B' Sides
2005 - Edward The Great
2005 - The Essential Iron Maiden
2008 - Somewhere Back in Time
2011 - From Fear to Eternity